# Hosszúvers
A hosszúvers legalább száz-kétszáz soros vagy még hosszabb, kötetnyi, elsősorban lírai jellegű és formájú mű, mely sokszor epikai és drámai elemeket is felhasznál. A „hosszúvers” elnevezés az 1950-es évek magyar költészetében kezdett először terjedni.
Leggyakoribb sajátossága az összefoglaló, általános világmagyarázat igénye, így gyakran és könnyedén kapcsolódik össze a történelmi vagy a költő által teremtett mítoszok tartalmaival, de más ősi, mindenekelőtt magyar (vagy bolgár stb.) népköltészeti elemeket is használhat. Összetettsége, bonyolult és sokszor csak a költőt jól ismerő ember számára azonosíthatóan egyéni jelképrendszere, filozofikus témaválasztása miatt erős a műfaj gondolati töltése.
A magyar hosszúvers előfutárának talán már Csokonai Vitéz Mihály: Az Estve c. költeménye is tekinthető; de még inkább a magyar hosszúversek megteremtésének előzményei közé tartozik Vörösmarty Mihály, Petőfi Sándor és Arany János verses epikája (Zalán futása, Az Apostol), valamint Füst Milán rövidebb, de a hagyományos rímes-időmértékes formákat meghaladó, gondolatritmusra alapozott költeményei. Az ötvenes évek első felében Weöres Sándor (Mahruh veszése, 1952; Tatanave királynő, 1956); Juhász Ferenc (A szarvassá változott fiú kiáltozása a titkok kapujából, 1956; Babonák napja, csütörtök: amikor a legnehezebb, 1963) és Nagy László (pl. Gyöngyszoknya, 1956; A Zöld Angyal, 1957, Menyegző, 1964) költészetében bontakozott ki nagy hatású műfajként. A hosszúvers műfaja a 20. század későbbi évtizedeiben is tovább él (például Babics Imre hexameteres újeposzaiban, Tandori Dezső „félhosszú” verseiben, Buda Ferenc, Ratkó József és Baka István költészetében).

## Külső hivatkozások
- Vass László írása, sok tekintetben ide is kapcsolódik[halott link]
- Mahruh veszése – melyben Weöres Sándor szinte tolkieni univerzumot teremtett… Archiválva 2017. február 9-i dátummal a Wayback Machine-ben
- Tatavane Királynő – Weöres Sándor verse a Hallgatás Tornya c. kötetből[halott link]
- Nagy László Gyöngyszoknyája (MEK)
- Nagy Gábor (költő): Baka István hosszúversei, Forrás, 1999/9. 72-84. = Uő. "Sebéből vérzik az ország". Két kísérlet: Hosszúversek,  "...legyek versedben asszonánc", Kossuth Egyetemi Kiadó, Debrecen, 2001, 125-146.